# Spiniphora betulasuci
Spiniphora betulasuci är en tvåvingeart som beskrevs av Ronald Henry Lambert Disney och Mikhailovskaya 2001. Spiniphora betulasuci ingår i släktet Spiniphora och familjen puckelflugor. Inga underarter finns listade i Catalogue of Life.